# Contà
Contà ist eine italienische Gemeinde (comune) mit 1403 Einwohnern (Stand 31. Dezember 2023) in der Provinz Trient (Region Trentino-Südtirol). Sie ist Teil der Talgemeinschaft Comunità della Val di Non.

## Geographie
Contà ist eine Streugemeinde im Nonstal auf der orographisch rechten Talseite des Flusses Noce an den nördlichen Ausläufern der Brenta-Gruppe. Der Gemeindesitz in Terres liegt etwa 25 Kilometer nordnordwestlich von Trient und etwa 6 Kilometer südsüdwestlich von Cles, dem Hauptort des Tales, entfernt.
Die Nachbargemeinden sind Denno und Ville d’Anaunia.

## Geschichte
Die Gemeinde Contà entstand 2016 aus dem Zusammenschluss der bis dahin eigenständigen Gemeinden Cunevo, Flavon und Terres, die zugleich die drei Fraktionen der Gemeinde bilden.